# Elezioni presidenziali in Argentina del 1999
Le elezioni presidenziali in Argentina del 1999 si tennero il 24 ottobre.

## Contesto
Menem a seguito di una riforma costituzionale approvata nel 1994 ha potuto partecipare alle elezioni presidenziali del 1995 occasione in cui venne rieletto ma non ha potuto candidarsi a queste elezioni.
La presidenza di Carlos Menem si è conclusa con una forte recessione economica ed un aumento della povertà dopo un periodo di generale benessere economico diffuso. La popolarità del Presidente era calata notevolmente a causa anche di scandali di corruzione e di clientelismo che ha messo in difficoltà anche il suo partito. Il Partito Giustizialista con Menem ha subito una svolta a destra, inusuale per un partito che si è sempre definito di centro solidarista orientato a sinistra e critico nei confronti della politica neoliberista e a favore della presenza dello stato nell'economia. Il PJ inoltre è entrato nell'Internazionale Democratica Centrista e nell'Unione Democratica Internazionale, quest'ultima raggruppa i partiti della destra internazionale mentre la prima i partiti democristiani. Questa svolta ha creato diverse perplessità all'interno del peronismo e nel 1995 in occasione delle elezioni l'ala sinistra si è scissa dal partito ed ha fondato il FREPASO (Fronte per un Paese Solidario) ma riuscirà a conquistare consensi solo dall'elettorato dell'Unione Civica Radicale, lo storico partito di centro socialdemocratico che durante la presidenza di Menem si è posto alla sinistra del PJ.
Dopo il cosiddetto miracolo argentino il paese si trova in forte recessione ed è colpito da una diffusa corruzione all'interno delle istituzioni e ciò provoca un malessere diffuso all'interno dell'elettorato che culmina nel 1997 con la vittoria della coalizione tra UCR e FREPASO definita come Alleanza per il lavoro, la giustizia e l'educazione che riesce ad ottenere la maggioranza relativa alle elezioni parlamentari del 1997.
Intanto il Partito Giustizialista, sotto la guida dell'ex vicepresidente di Menem Eduardo Duhalde, cerca di recuperare consenso cercando di riaffermarsi come partito di centro-sinistra e presentare un programma progressista ma nonostante ciò il PJ non riesce a recuperare il consenso degli elettori.
Domingo Cavallo, considerato come il principale responsabile della crisi perché convinto sostenitore della politica neoliberale, si dimette dalla carica di ministro dell'economia nel governo di Menem per presentarsi alla guida del paese come candidato del partito Azione per la Repubblica e da altri conservatori della politica argentina.
Intanto la nuova coalizione di centro sinistra decise di presentare come proprio candidato presidente il sindaco di Buenos Aires Fernando de la Rúa, esponente centrista del partito Unione Civica Radicale ed ex oppositore di Juan Domingo Perón negli anni settanta. De la Rúa promette di portare il cambiamento nella politica argentina rendendola meno corrotta e più credibile nei confronti della cittadinanza. In tutti i sondaggi viene dato vincitore nei confronti di Duhalde candidato della Coalizione Giustizialista per il Cambio con un margine del 10%.

## Risultati
| Candidati          | Candidati              | Partiti                                        | Voti       | %     |
| Presidente         | Vicepresidente         | Partiti                                        | Voti       | %     |
| ------------------ | ---------------------- | ---------------------------------------------- | ---------- | ----- |
| Fernando de la Rúa | Carlos Álvarez         | Unione Civica Radicale - Frente País Solidario | 9 167 220  | 48,37 |
| Eduardo Duhalde    | Palito Ortega          | Partito Giustizialista                         | 7 255 586  | 38,28 |
| Domingo Cavallo    | Armando Caro Figueroa  | Azione per la Repubblica                       | 1 937 544  | 10,22 |
| Patricia Walsh     | Rogelio de Leonardi    | Alleanza Sinistra Unita                        | 151 977    | 0,80  |
| Lía Méndez         | Jorge Pompei           | Partito Umanista                               | 131 811    | 0,70  |
| Jorge Altamira     | Pablo Rieznik          | Partito Operaio                                | 113 916    | 0,60  |
| Jorge Reyna        | Néstor Gabriel Moccia  | Alleanza Fronte della Resistenza               | 54 809     | 0,29  |
| Juan Ricardo Mussa | Irene Fernanda Herrera | Alleanza Social Cristiana                      | 53 143     | 0,28  |
| José Montes        | Oscar Hernández        | Partito dei Lavoratori per il Socialismo       | 44 551     | 0,24  |
| Domingo Quarracino | Amelia Rearte          | Partito Socialista Autentico                   | 43 147     | 0,23  |
| Totale             | Totale                 | Totale                                         | 18 953 704 | 100   |